# Keanu
Keanu es una película de comedia y acción de 2016 dirigida por Peter Atencio y escrita por Jordan Peele y Alex Rubens. La película es protagonizada por Peele y Keegan-Michael Key en su primera película como actores principales, después de cinco temporadas de su serie de televisión, Key & Peele. También actúan Tiffany Haddish, Method Man, Nia Long y Will Forte, y la trama sigue a dos amigos que se infiltran en una pandilla para recuperar a su gatito robado.
La filmación comenzó en Nueva Orleans, Luisiana, en junio de 2015. La película se estrenó en el festival South by Southwest el 13 de marzo de 2016 y se estrenó en Norteamérica el 29 de abril de 2016.

## Reparto
- Keegan-Michael Key como Clarence y Smoke Dresden.[3]
- Jordan Peele como Rell and Oil Dresden.[3][4]
- Tiffany Haddish como Trina "Hi-C" Parker.[5]
- Method Man como Cheddar.[6]
- Jason Mitchell como Bud.
- Luis Guzmán como Bacon Díaz.
- Nia Long como Hannah.[7]
- Will Forte como Hulka.[8]
- Darrell Britt-Gibson como Trunk.[9]
- Jamar Malachi Neighbors como Stitches.
- Rob Huebel como Spencer[10]
- Ian Casselberry como Rey Díaz.
- Keanu Reeves como Keanu (voz).[11]
- Anna Faris como ella misma (sin acreditar).

## Producción
La película fue anunciada oficialmente por New Line Cinema en octubre de 2014, con Peter Atencio como director. Muchos sitios que informaban sobre la película habían creído inicialmente que era una parodia de la entonces recientemente estrenada John Wick, pero según Atencio las dos películas se desarrollaron independientemente una de la otra, y el equipo inicialmente desconocía a Wick hasta que el desarrollo de Keanu ya estaba en marcha. Keanu Reeves, quien protagonizó Wick, estuvo eventualmente en contacto con la producción, apareciendo en una secuencia de ensueño en la película que se modificó para que Reeves brindara la voz al gatito titular. Reeves rechazó originalmente la oferta de cameo, pero cambió de opinión después de que su hermana le mostró los tráileres de la película. 
En mayo de 2015, Method Man y Will Forte se unieron al elenco, y Darrell Britt-Gibson fue agregado al mes siguiente. La filmación comenzó el 1 de junio de 2015, en Nueva Orleans, Luisiana, y concluyó el 10 de julio. Se usaron siete gatos atigrados para el rodaje. Dado que Key es alérgico a los gatos, tuvo que tomar un medicamento para interactuar con ellos.

## Estreno
Se proyectó una versión aún en progreso en el South by Southwest en Austin, Texas, el 13 de marzo de 2016.
Warner Bros. originalmente programó el estreno de la película el 22 de abril de 2016 pero en enero de 2016 la película se retrasó una semana al 29 de abril de 2016.

## Secuela potencial
En un AMA de Reddit en marzo de 2017, Jordan Peele declaró que "si hacemos un Keanu 2, te prometo que haremos el doble de muertes que en John Wick 2".